# Frost/Nixon
Frost/Nixon er en amerikansk historisk dramafilm fra 2008 instrueret og produceret af Ron Howard og er baseret på teaterstykket af samme navn af Peter Morgan, der også skrev selve manuskriptet. Filmen har Michael Sheen og Frank Langella i titelrollerne som henholdsvis journalist David Frost og tidligere præsident Richard Nixon. Desuden medvirker bl.a. Kevin Bacon, Oliver Platt og Toby Jones.
Frost/Nixon blev nomineret til fem Oscars, bl.a. for bedste film og for bedste mandlige hovedrolle (Frank Langella). Filmen handler om det berømte interview af Richard Nixon foretaget af den britiske journalist David Frost, hvor han indrømmede, at han havde begået noget ulovligt i forbindelse med opløbet til Watergateskandalen.

## Medvirkende
- Frank Langella som Richard Nixon
- Michael Sheen som David Frost
- Kevin Bacon som Jack Brennan
- Oliver Platt som Bob Zelnick
- Sam Rockwell som James Reston Jr.
- Matthew Macfadyen som John Birt
- Rebecca Hall som Caroline Cushing
- Patty McCormack som Pat Nixon
- Toby Jones som Swifty Lazar
- Andy Milder som Frank Gannon

## Modtagelse
Frost/Nixon fik en god modtagelse af anmelderne, på Rotten Tomatoes er konsensus; "Frost/Nixon is weighty and eloquent; a cross between a boxing match and a ballet with Oscar worthy performances", med en friskhedsprocent på 91%.

## Ekstern henvisning
- Officiel hjemmeside Arkiveret 25. november 2009 hos  Wayback Machine
- Frost/Nixon på Internet Movie Database (engelsk)
- Frost/Nixon på Filmdatabasen
- Frost/Nixon på Scope
- Frost/Nixon i Svensk Filmdatabas (svensk)
- Frost/Nixon på AlloCiné (fransk)
- Frost/Nixon på MovieMeter (nederlandsk)
- Frost/Nixon på AllMovie (engelsk)
- Frost/Nixon hos American Film Institute (engelsk)
- Frost/Nixons profil hos Encyclopædia Britannica Online (engelsk)
- Frost/Nixon på Turner Classic Movies (engelsk)